# Xtreme (achtbaan)
Alien Taxi is een draaiende achtbaan in het Indonesische winkelcentrum en attractiepark Trans studio Cibubur in Cibubur, Oost-Jakarta, Indonesië.

## Historie

### Duitse Kermissen
De achtbaan werd in 2000 gefabriceerd door de Duitse attractiebouwer Maurer Söhne en werd geleaset en geëxploiteerd door de Duitse kermisexploitant Freddy Schneider. Op 10 mei 2000 werd de achtbaan in gebruik genomen.

### Familiepark Drievliet
Op 4 maart 2004 werd de baan geopend op een vaste plaats onder de naam Xtreme in het Nederlandse Familiepark Drievliet. Op de plaats waar Xtreme in Familiepark Drievliet stond, werd Formule X gebouwd.

### Dixie Landin' Family Theme Park
Eind 2006 werd de achtbaan gedemonteerd en verhuisd naar Dixie Landin' Family Theme Park in Louisiana, Verenigde Staten, waar de baan onder dezelfde naam opende op 27 mei 2007.

### Trans Studio Cibubur
In 2017 sloot de achtbaan in het Dixie Landin' Family Theme Park park, waarna hij overgeplaatst werd naar Trans Studio Cibubur te Indonesië. Sinds 2019 opereert deze achtbaan onder de naam Alien Taxi.

## De rit
De achtbaan heeft individuele draaiende achtbaantreintjes die plaats bieden aan vier personen die twee aan twee met de rug tegen elkaar zitten.
Tijdens de rit zonder inversies is de maximale hellingshoek 50 graden en loopt de snelheid op tot 60 km/u. De rit duurt 1:26 min en de achtbaan heeft een totale capaciteit van 930 personen per uur.
Afbeeldingen · Lijst van attracties